# 尼日尼夫
48°56′42″N 25°5′48″E / 48.94500°N 25.09667°E
尼日尼夫（烏克蘭語：Нижнів），是烏克蘭西部的村莊，隸屬伊萬諾-弗蘭科夫斯克州的伊萬諾-弗蘭科夫斯克區。該村面積18.5平方公里，2022年人口2000，人口密度每平方公里107.9人。